# Victor (Rockoper)
Victor (exakter Titel Victor a Symphonic Poem) ist eine Rockoper aus dem Jahr 1975, die von Manuel Rigoni und Richard Schönherz komponiert wurde. Die orchestralen Passagen wurden von Richard Schönherz arrangiert.
Die Aufnahmen entstanden in folgenden Studios: Abbey Road Studios, Chipping Norton Studio, AIR Studios England, Europa Sound Studio und Germany Austrophon Studio, Wien.
Die Doppel-LP erschien opulent ausgestattet mit mehrseitigen Illustrationen der Geschichte. Bei den Musikstücken wechseln sich klassische Orchesterpassagen mit rockigen Stücken und Liedern ab.
Der Regisseur Walter Bockmayer verfilmte die Geschichte 1979 für das ZDF, es spielten Peter Kaghanovitch, Eddie Constantine, Barbara Valentin, Udo Kier, Kurt Raab und Hans-Christoph Blumenberg.

## Handlung
Der Junge Victor wächst in einem abgewrackten Zirkus auf. Seine Mutter sitzt im Rollstuhl, sie ist als Trapezartistin verunglückt. Victors Vater arbeitet als Clown und möchte, dass auch sein Sohn ein Clown wird. Victor muss auftreten, kommt mit der Rolle nicht zurecht, und der Zirkus wird ihm zum Alptraum. Am Ende verlässt er seine Eltern und den Zirkus.

## Titelliste
1. The invitation
2. The head of the circus sings for his beloved audience
3. Who is Victor
4. Victor's song for himself
5. Victor's song for his father
6. Where is Victor
7. Victor's dream
8. Victor's song for the white man
9. The song of life

## Musiker (Auswahl)
- Manuel Rigoni (drums, perc)
- Richard Schönherz (keyboards, vocals)
- Achim Buchstab (vocals)
- Johan Daansen (guitars)
- Kurt Hauenstein (bass, vocals)
- Harri Stojka (guitars)
- The Royal Philharmonic Orchestra
- Wiener Akademie Kammerchor

## Veröffentlichungen
- Victor (Do-LP), Bacillus, 1975
- Victor (CD), Bellaphon/Bacillus, 1987
- Victor (Digipack mit ausführlichem Booklet), MiG, 2011